# Верхний Мултан
Верхний Мултан — деревня в Кизнерском районе Удмуртии, входит в Саркузское сельское поселение.

## История
В 1964 г. Указом Президиума ВС РСФСР деревня  Комакгурт переименована в Верхний Мултан.

## Население
| 2010 | 2012 | 2015 |
| ---- | ---- | ---- |
| 16   | ↘11  | ↘8   |